# سالواتوره سانزو
سالواتوره سانزو (ایتالیایی: Salvatore Sanzo؛ زادهٔ ۲۶ نوامبر ۱۹۷۵) شمشیرباز اهل ایتالیا بود.
وی در مسابقات کشوری و بین‌المللی در مجموع برندهٔ ۱ مدال طلا، ۱ مدال نقره، ۲ مدال برنز شده‌است.